# Bewerbungen für die Olympischen Winterspiele 2026
Dieser Artikel befasst sich mit den Bewerbungen für die Ausrichtung der Olympischen Winterspiele 2026.

## Abstimmung
Die Abstimmung erfolgte am 24. Juni 2019 auf der 134. IOC-Session in Lausanne.
| Austragungsort  | 1. Wahlgang |
| --------------- | ----------- |
| Mailand-Cortina | 47          |
| Stockholm-Åre   | 34          |

Ausschlaggebend war Beobachtern zufolge die deutlich höhere Zustimmung in der Bevölkerung (83 zu 55 Prozent) sowie die zögerliche Haltung in Schweden bezüglich staatlicher Finanzgarantien, während in Italien nach anfänglichen Diskussionen die Regierung volle Unterstützung zusicherte.

## Bewerbungsprozess
Die erste Bewerbungsphase begann im September 2017.
Am 3. April 2018 gab das Internationale Olympische Komitee (IOC) folgende Interessenten bekannt: Graz, Sitten/Sion, Stockholm, Sapporo, Calgary und Mailand.
Ursprünglich sollte die Entscheidung für den Austragungsort in Mailand fallen, dies wurde allerdings aufgrund der Bewerbung der Stadt Mailand verlegt. So traf sich das IOC am 9. Juni 2017 in Lausanne, um den Bewerbungsprozess für 2026 zu besprechen.

## Offizielle Bewerbungen

### Mailand – Cortina d’Ampezzo – (Turin)
Die Bürgermeisterin von Turin, Chiara Appendio, gab am 10. März bekannt, dass man sich zum zwanzigjährigen Jubiläum der Spiele von Turin erneut um eine Austragung bewerben werde. Am 1. August 2018 gab das Comitato Olimpico Nazionale Italiano bekannt, dass Turin sich gemeinsam mit Mailand und Cortina d’Ampezzo um die Spiele bewerben werde. Jedoch gab man am 18. September 2018 bekannt, dass sich Turin aus der Bewerbung zurückgezogen habe, man aber die Bewerbung mit Mailand und Cortina fortsetzen wolle. Am 5. April 2019 gab die  italienische Regierung bekannt, die Bewerbung finanziell zu unterstützen.

### Stockholm – Åre
Obwohl das Sveriges Olympiska Kommitté (SOK) seine Bewerbung für die Spiele 2022 zurückgezogen hatte, gab man im Dezember 2014 bekannt, dass man der Idee einer erneuten Bewerbung nicht abgeneigt sei. Am 31. Januar 2017 gab die Vorsitzende des Stockholmer Stadtrats, Eva-Louise Erlandsson, bekannt, dass sich Stockholm nicht für die Spiele bewerben werde. Jedoch arbeitete das SOK weiter an der Bewerbung. So sollten die Bewerbe im Eiskanal in Sigulda in Lettland stattfinden, was von der lettischen Regierung unterstützt wurde. Am 11. Januar 2019 wurde die Kandidatur Stockholms zu einer gemeinsamen Bewerbung mit Åre, wo die Alpinbewerbe stattfinden sollten. Die schwedische Regierung sagte ihre finanzielle Unterstützung am 9. April 2019 zu.

## Zurückgezogene Bewerbungen

### Calgary
Der Bürgermeister der Stadt Calgary, Naheed Nenshi, gab am 16. September 2015 bekannt, dass die Stadt an einer Bewerbung für die Spiele 2026 arbeite. Calgary richtete bereits 1988 die Olympischen Winterspiele aus. Am 20. November 2017 stimmte der Stadtrat einer Förderung der Bewerbung in Höhe von 2 Millionen kanadischen Dollar zu.
Am 13. November 2018 fand eine Volksbefragung über die Austragung der Olympischen Winterspiele 2026 in Calgary statt. Das Vorhaben scheiterte mit einem Nein-Anteil von 56,4 %.

### Österreich

#### Graz
Am 23. Januar 2018 kündigten Graz und Schladming eine gemeinsame Bewerbung als Austria 2026 an. Jedoch zog das Österreichische Olympische Comité (ÖOC) am 6. Juli 2018 das Kandidaturvorhaben von Graz/Schladming für die Winterspiele 2026 überraschend zurück. Als Grund führte das ÖOC in einer Mitteilung die mangelnde Unterstützung durch die steirische Landesregierung an.

#### Tirol
In Tirol fand am 15. Oktober 2017 eine Volksbefragung über eine mögliche Bewerbung Innsbrucks und Tirols für die Olympischen Winterspiele 2026 statt. Das Vorhaben scheiterte mit einem Nein-Anteil von 53,25 %, wobei in der Stadt Innsbruck über zwei Drittel der Abstimmenden ein Nein abgaben. In den geplanten Austragungsorten St. Anton am Arlberg und Hochfilzen stimmte eine Mehrheit für das Vorhaben.

### Sapporo
Im Mai 2016 gaben Vertreter der Stadt Sapporo bekannt, dass man eine Bewerbung für die Olympischen Winterspiele 2026 oder 2030 in Betracht ziehe. Am 13. September 2018 gab man bekannt, dass man sich für die Spiele 2030 bewerben werde.

### Sion/Sitten
Die Schweiz plante nach dem Scheitern der Bewerbung für 2006, für 2026 erneut eine Bewerbung mit einem dezentralen Konzept rund um die Stadt Sitten einzureichen. Eine mögliche Kandidatur Graubündens war bereits im Vorfeld gescheitert, da sich die Bevölkerung des Kantons gegen die Finanzierung eines Bewerbungsverfahrens ausgesprochen hatte. Bei einer Volksabstimmung im Kanton Wallis im Juni 2018 entschied sich eine Mehrheit von 53 % der Abstimmenden gegen eine finanzielle Unterstützung der Bewerbung um die Olympischen Winterspiele 2026 in Sion (Sitten). Damit wurde die Kandidatur hinfällig.

## Vom IOC nicht akzeptierte Bewerbungen

### Erzurum
Der türkische Präsident Recep Tayyip Erdoğan gab 2017 bekannt, dass man eine Bewerbung Erzurums zusammen mit den Provinzen Erzincan und Kars in Betracht ziehe. Erzurum richtete bereits die Winter-Universiade 2011 sowie das Europäische Olympische Winter-Jugendfestival 2017 aus. Am 30. März 2017 wurde die Bewerbung offiziell beim IOC eingereicht. Anfang Oktober 2018 gab das IOC bekannt, dass man die Bewerbung Erzurums nicht akzeptieren werde. Grund hierfür sind fehlende Infrastruktur.

## Inoffizielle/Nicht weiter verfolgte Bewerbungen

### Auckland – Queenstown
Eine Studie, die im Mai 2015 veröffentlicht wurde, stellte eine plausible Machbarkeit Olympischer Winterspiele in Neuseeland dar. Jedoch gab das Neuseeländische Olympische Komitee im Juni 2015 bekannt, dass man den Bericht zwar anerkenne, ihn jedoch nicht weiter verfolgen wolle.